# توکای گوناگون
توکای گوناگون (نام علمی: Ixoreus naevius) عضوی از خانواده توکایان (Turdidae) و تنها گونه از سردهٔ تک‌نماد Ixoreus است.

## پراکندگی و زیستگاه
توکای گوناگون در غرب آمریکای شمالی از آلاسکا تا شمال کالیفرنیا تولیدمثل می‌کند. مهاجر است و زادآوران شمالی در درون یا تا حدودی فراتر از محدوده تولیدمثلی به سوی جنوب حرکت می‌کنند. دیگر جمعیت‌ها تنها ممکن است در ارتفاع حرکت کنند. این گونه یک سرگردان غیرمحتمل ماوراء اقیانوس اطلس است، اما در حال حاضر دو رکورد پذیرفته‌شده در اروپای غربی، هر دو در بریتانیای کبیر، در سال ۱۹۸۲ و در پاپا وستری در جزایر اورکنی در اکتبر ۲۰۲۱ وجود دارد.

## تغذیه
توکاهای گوناگون عمدتاً روی زمین غذایابی می‌کنند، به جز زمانی که به دنبال میوه و توت هستند.

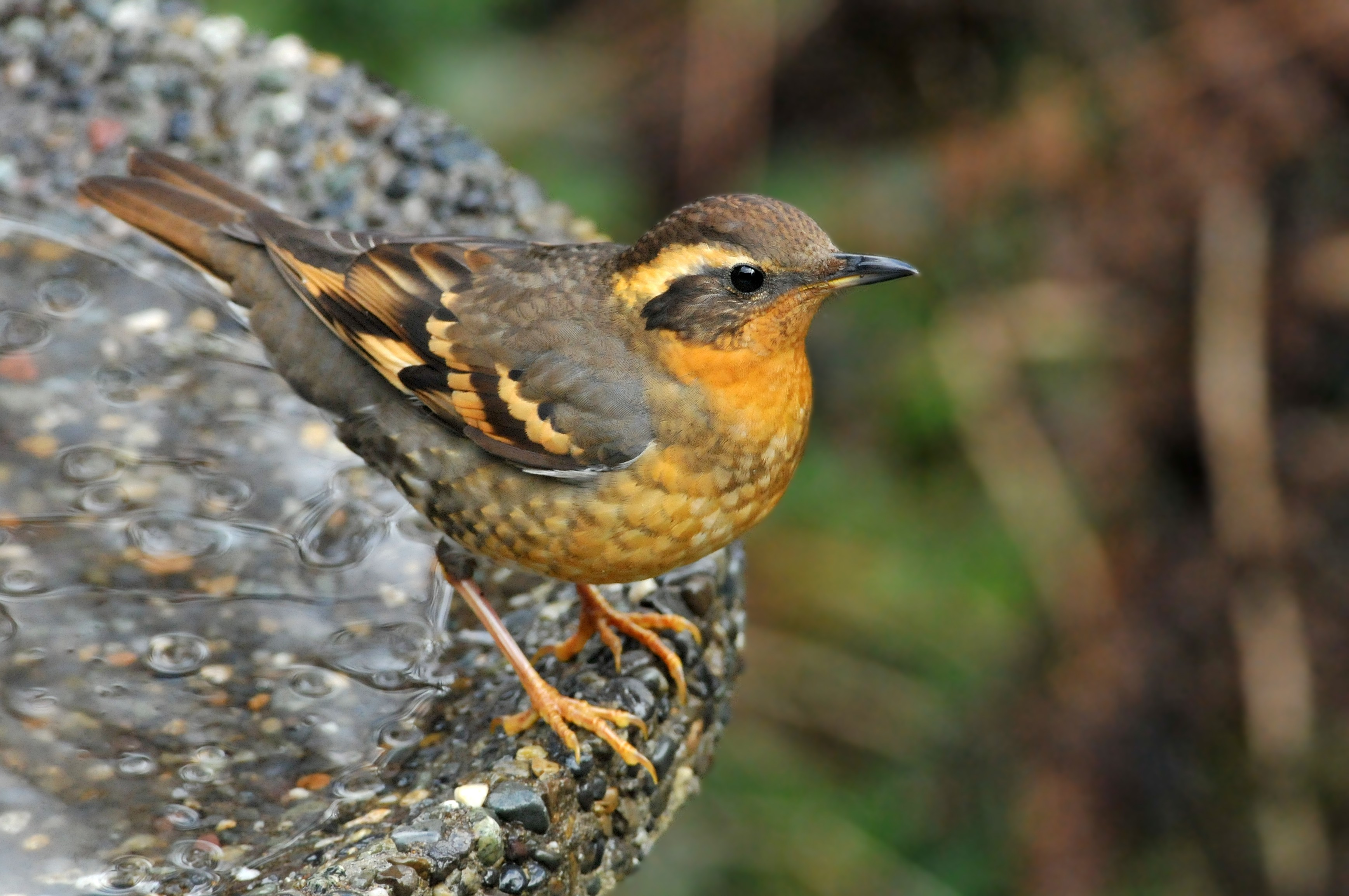
ماده

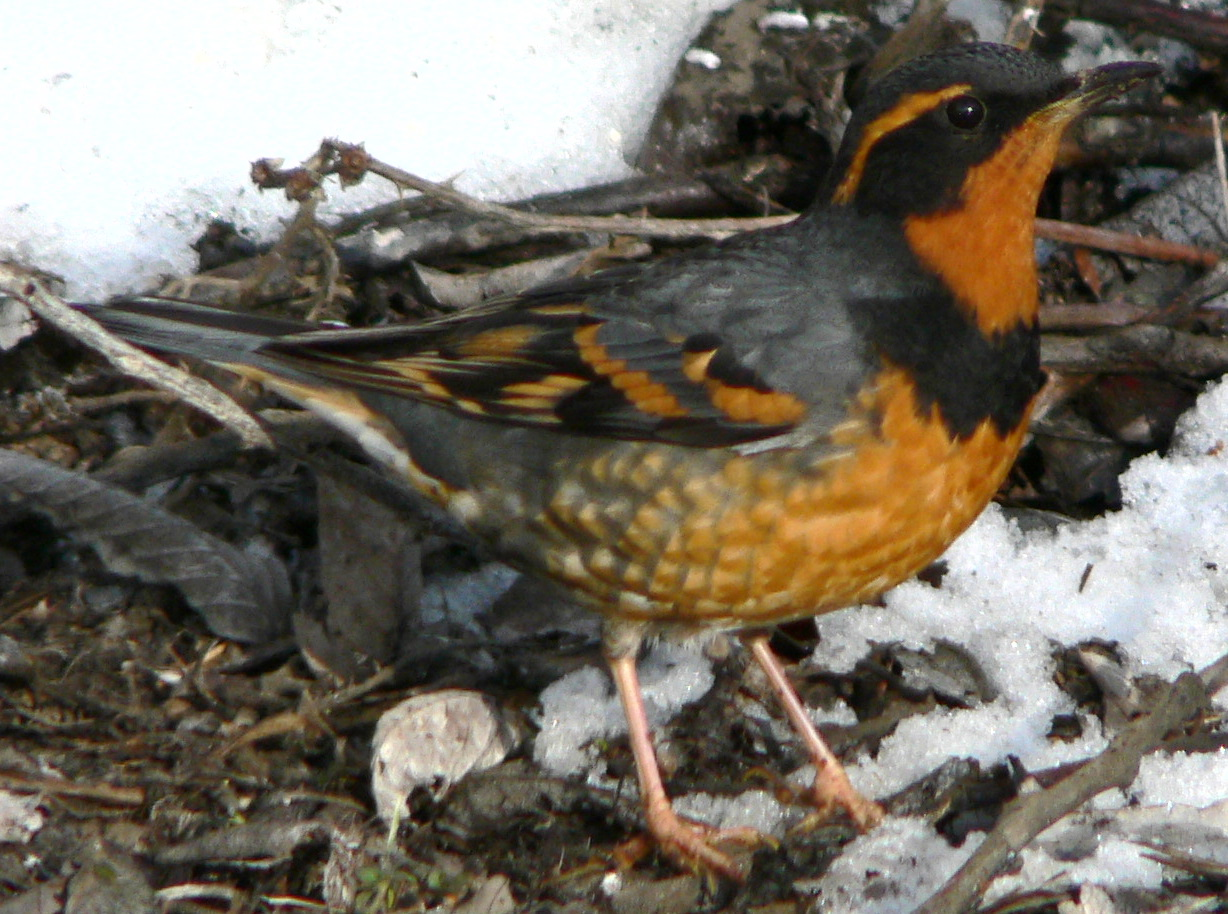
نر. ویژگی متمایز شامل یک نوار سینه‌ای سیاه در سینه نارنجی روشن است.